# Кристиан II (пфальцграф Цвейбрюккен-Биркенфельда)
Кристиан II (22 июня 1637, замок Тифенталь, метрополия Франции — 26 апреля 1717, Биркенфельд) — герцог Биркенфельд-Бишвейлера в 1654—1717 годах, герцог Цвейбрюккен-Биркенфельда в 1671—1717 годах и граф Раппольштейна в 1673—1699 годах.

## Жизнь
Кристиан родился в Бишвейлере в 1637 году и был старшим выжившим сыном Кристиана I, пфальцграфа и герцога Биркенфельд-Бишвейлера. После смерти отца в 1654 году он наследовал отцу и стал править территориями вокруг Бишвейлера. В 1671 году он унаследовал Пфальц-Цвайбрюккен-Биркенфельд от своего двоюродного брата Карла II Отто. Благодаря наследству жены, он также был графом Раппольштейна с 1673 года и до того времени, пока не передал этот титул своему сыну Кристиану III.

## Дети
В 1667 году Кристиан женился на Екатерина Агате Раппольштейнской (1648—1683). У них было семеро детей:
1. Магдалена Клавдия[нем.] (1668—1704)
2. Людвиг (1669—1670)
3. Елизавета София Августа (1671—1672)
4. Кристина Екатерина (1671—1673), сестра-близнец предыдущей
5. Шарлотта Вильгельмина (1672—1673)
6. Кристиан III (1674—1735)
7. Луиза (1679—1753)